# University of Hull
Die Universität Hull (englisch: University of Hull) ist eine der jüngeren britischen Universitäten, deren Geschichte 1927 mit der Gründung eines externen Colleges der Universität von London begann. Der größte Teil der Universität liegt in der Cottingham Road von Kingston upon Hull (kurz Hull) im Osten von Yorkshire. Durch die Fusion mit mehreren akademischen Instituten wuchs der Campus seit 2000 beständig an. Der Hull-Campus beinhaltet auch die Hull York Medical School, ein Gemeinschafts-Institut der Universitäten Hull und York. Ein zweiter kleinerer Campus befindet sich in Scarborough.

## Geschichte und Campus
Der Grundstein des University College Hull, zunächst eine Ausgründung der Universität von London, wurde 1928 durch den Duke of York, den späteren George VI., gelegt. Das Grundstück wurde dem College vom Stadtrat und den lokalen Mäzenen Thomas Ferens und G.F. Grant zur Verfügung gestellt. Ein Jahr darauf nahmen vierzehn Ein-Mann-Abteilungen mit 39 Studierenden den Betrieb auf. Das College bestand zu dieser Zeit aus einem einzelnen Gebäude, das nach dem in Hull geborenen Mathematiker John Venn benannt wurde und heute die Universitätsverwaltung beherbergt.

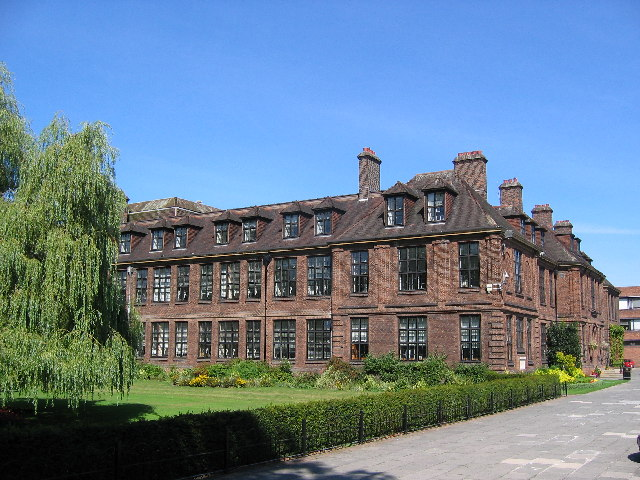
Das 1928 erbaute Venn Building ist heute ein Verwaltungsgebäude.

Das 1928 entworfene Wappen der Universität zeigt eine Fackel als Symbol für das Lernen, eine Rose für Yorkshire, eine Krone für die Stadt Hull, die Fleur-de-Lys für Lincolnshire und eine Friedenstaube aus dem Wappen von Thomas Ferens. Diese Symbole wurden in das moderne Universitäts-Logo übernommen.
Das University College erhielt 1954 mit der Royal Charter die Unabhängigkeit von der Universität London und wurde so die dritte Universität in Yorkshire und die vierzehnte Englands. In den 1960er Jahren entstanden zahlreiche neue Gebäude auf dem Campusgelände wie die Brynmor Jones-Bibliothek.
1972 entdeckten George William Gray und Ken Harrison im uni-eigenen Chemielabor flüssige Kristalle, die bei Raumtemperatur stabil blieben und der LC-Anzeige durchschlagenden Erfolg in der Elektronik-Industrie brachten.
Im Jahr 2000 kaufte die Universität die Gebäude des University College Scarborough, einer Ausbildungsstätte für Lehrer, die zum Scarborough Campus der Universität Hull wurden. Die Universität expandierte weiter im Jahr 2003 mit dem Kauf der Gebäude des benachbarten University of Lincoln Campus, der seit 2005 als West Campus der Universität die Hull York Medical School und neuerdings auch die Business School beheimatet.

## Fakultäten und Institute

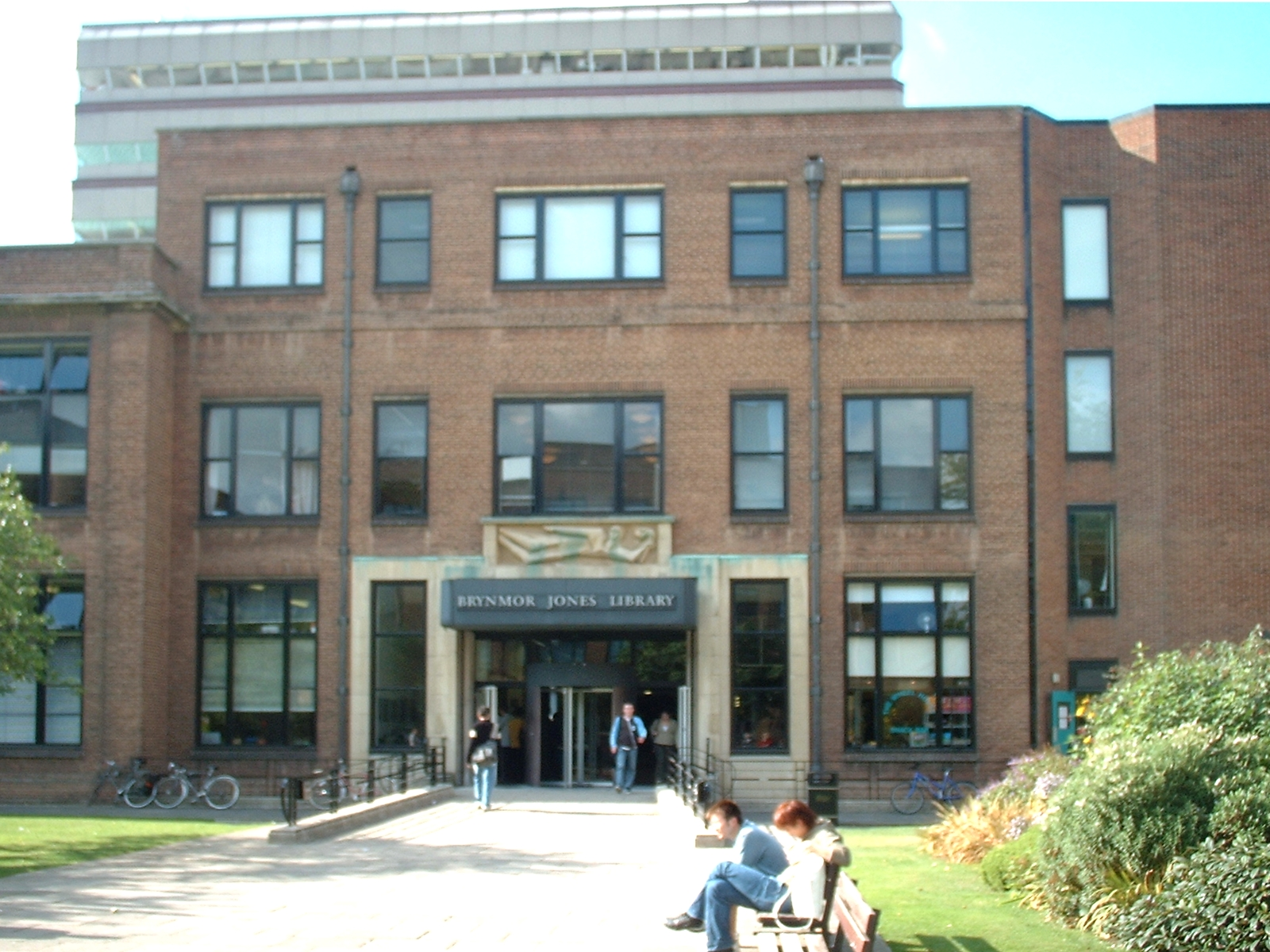
Die Brynmor Jones Library auf dem Hull Campus.

Die Universität unterteilt sich in sieben Einrichtungen:
Fakultät für Geistes- und SozialwissenschaftenZur Faculty for Arts and Social-Sciences zählen die Abteilungen für Kriminologie und Sozialwissenschaften, Theater und Musik, Englisch, Geschichte, Humanwissenschaften, Jura, Moderne Sprachen (Französisch, Deutsch, Italienisch, Spanisch), Politik und Internationale Studien, Kunst und Neue Medien sowie eine Abteilung für Sozialarbeit. Die School of Arts and New Media in Scarborough wurde im August 2006 gegründet. Theaterwissenschaft wird im Gulbenkian Centre gelehrt, zu dem das Donald Roy Theatre gehört. Die Musikwissenschaft befindet sich im Larkin Building. Mit dem im historischen Blaydes House befindlichen Maritime Historical Studies Centre (MHSC) betreibt die Universität eines der wenigen internationalen ausschließlich auf maritime Geschichte spezialisierten Forschungszentren. Das international renommierte Wilberforce Institute for the Study of Slavery and Emancipation widmet sich seit 2006 der historischen Erforschung der Sklaverei.
Medizinische FakultätDie Hull York Medical School startete im Oktober 2003 auf dem West Campus. Die Medizinstudenten erhalten einen Doppelabschluss der Universitäten Hull und York.
Fakultät für GesundheitswissenschaftenZur Faculty of Health and Social Care zählen die Abteilungen für Krankenpflege und Geburtshilfe und das Zentrum für angewandte Gesundheitswissenschaft. Die Fakultät befindet sich auf dem West Campus (ehemaliger Campus der  Universität Humberside, der späteren University of Lincoln mit der eine Kooperation besteht).
Medizinisches Forschungs-InstitutDas Postgraduate Medical Institute wurde 1994 gegründet. Eine seiner renommiertesten Sektionen erforscht Magnetische Resonanzverfahren, die in der Krebsforschung eingesetzt werden.
Fakultät für angewandte WissenschaftenDie Faculty of Science beinhaltet die Abteilungen für Computerwissenschaften, Biologie, Physik, Chemie, Sportwissenschaft, Ingenieurwissenschaften, Psychologie, Geografie sowie das Zentrum für Umwelt- und Meereswissenschaften.
Die Business School (HUBS)wurde im August 1999 gegründet und hat über 2000 Studierende. Die Business School ist seit der Akkreditierung durch AACSB im April 2011 die dreizehnte Business School im Vereinigten Königreich, die eine „Triple Crown“-Akkreditierung hält. Der größte Teil der Business School ist auf dem Hull Campus angesiedelt. In Scarborough ist das Scarborough Management Centre.
Das Institut für Erziehungswissenschaften(Institute for Learning) beinhaltet das Zentrum für Erziehungswissenschaft und Lebenslanges Lernen. Hierzu zählt auch die Scarborough School of Education, eine ehemalige Lehrerausbildungsstätte mit dem Namen North Riding College. Dieses wurde zunächst zum University College Scarborough und gehört heute als Scarborough Campus zur Universität Hull.

## Studierendenleben
Die Studierendenunion von Hull (Hull University Union) ist sehr aktiv und wurde 2004 in einer studentischen Umfrage zur besten Studierendenvereinigung gewählt. Sie wird von Studierenden für Studierende betrieben. Die Union unterhält den Nachtclub Asylum, die John McCarthy-Bar (unter Studierenden bekannt als „Johnny Mac“) und das Sanctuary, ein Studentenpub mit Pool-Tischen. Zur Union gehören auch zahlreiche Studierendeninitiativen und Sport-Clubs.
Wohngelegenheiten für Studierende gibt es sowohl auf dem Campus als auch außerhalb in Cottingham. Der 70er Jahre Wohnkomplex in Cottingham, der bis zu 900 Studierende aufnehmen kann, wird „The Lawns“ genannt.

## Zahlen zu den Studierenden
Von den 14.255 Studenten des Studienjahrens 2019/2020 nannten sich 8.020 weiblich (56,3 %) und 6.195 männlich (43,5 %). 12.160 kamen aus England, 30 aus Schottland, 65 aus Wales, 35 aus Nordirland, 485 aus der EU und 1.470 aus dem Nicht-EU-Ausland. 11.930 der Studierenden strebten 2019/2020 ihren ersten Studienabschluss an, sie waren also undergraduates. 2.325 arbeiteten auf einen weiteren Abschluss hin, sie waren postgraduates. Davon waren 630 in der Forschung tätig.
2008 waren 19.818 Studierende und 2.515 Mitarbeiter an der Universität. 2014/2015 waren 9.265 Frauen und 7.745 Männer und insgesamt 17.010 Studierende eingeschrieben.

## Bekannte Absolventen und Mitarbeiter
Alumni
- Faisal al-Qassem (* 1961), Theaterwissenschaftler
- Anthony Giddens (* 1938), Soziologe
- Muhtar Kent (* 1952), Präsident der Coca-Cola Company
- Roger McGough (* 1937), Dichter
- Peter Markham, Filmregisseur, Leiter des AFI Conservatory in Los Angeles
- Anthony Minghella (1954–2008), Regisseur
- John Prescott (1938–2024), von 1997 bis 2007 stellvertretender Premierminister
- Jonathan Raban (1942–2023), Schriftsteller
- Tracey Thorn (* 1962) und Ben Watt (* 1962), Pop-Duo „Everything but the Girl“
- Guido Imbens (* 1963), niederländisch-amerikanischer Ökonom und Nobelpreisträger 2021
- Ana Brnabić (* 1975), Premierministerin Serbiens

 Mitarbeiter 
- Philip Larkin (1922–1985), Dichter (war in Hull Bibliothekar)
- Andrew Motion (* 1952), Dichter und poet laureate (war in Hull Dozent für Englisch)
- David J. Starkey (* 1954), Gründungsdirektor des Maritime Historical Studies Centre (MHSC)